# 帕納帕納
帕納帕納是哥倫比亞的城鎮，位於該國東部，由瓜伊尼亞省負責管轄，面積6,457平方公里，海拔高度206米，2005年人口2,189，人口密度每平方公里0.34人。
1°51′N 69°00′W / 1.850°N 69.000°W